# Jubilee (album)
Jubilee -Method of Inheritance- är Versailles studioalbum och det gavs ut den 20 januari 2010.

## Låtförteckning
| 1.           | God Palace -Method of Inheritance- | Kamijo       | Kamijo        | 10:30 |
| 2.           | Ascendead Master                   | Kamijo       | Hizaki        | 5:49  |
| 3.           | Rosen Schwert                      | Kamijo       | Kamijo        | 4:10  |
| 4.           | Ai to Kanashimi no Nocturne        | Kamijo       | Teru          | 4:54  |
| 5.           | Amorphous                          | Kamijo       | Hizaki        | 5:08  |
| 6.           | Reminiscence                       |              | Teru          | 2:30  |
| 7.           | Catharsis                          | Hizaki       | Hizaki & Teru | 6:05  |
| 8.           | The Umbrella of Glass              | Kamijo       | Kamijo        | 4:23  |
| 9.           | Gekkakou                           | Hizaki       | Hizaki        | 4:41  |
| 10.          | Princess -Revival of Church-       | Kamijo       | Hizaki        | 8:16  |
| 11.          | Serenade                           | Kamijo       | Hizaki        | 5:58  |
| 12.          | Sound in Gate                      | Kamijo       | Kamijo        | 2:36  |
| Total längd: | Total längd:                       | Total längd: | Total längd:  | 65:00 |

| 1. | Ascendead Master (Music video)               |  |
| 2. | Serenade (Music video)                       |  |
| 3. | Making of (Clips from the making of the PVs) |  |